# Боснийское королевство (1465—1476)
«Боснийское королевство» (сербохорв. Bosansko kraljevstvo) — название провинции Османской империи, существовавшей на севере Боснийского санджака с 1465 под 1476 год.

## История

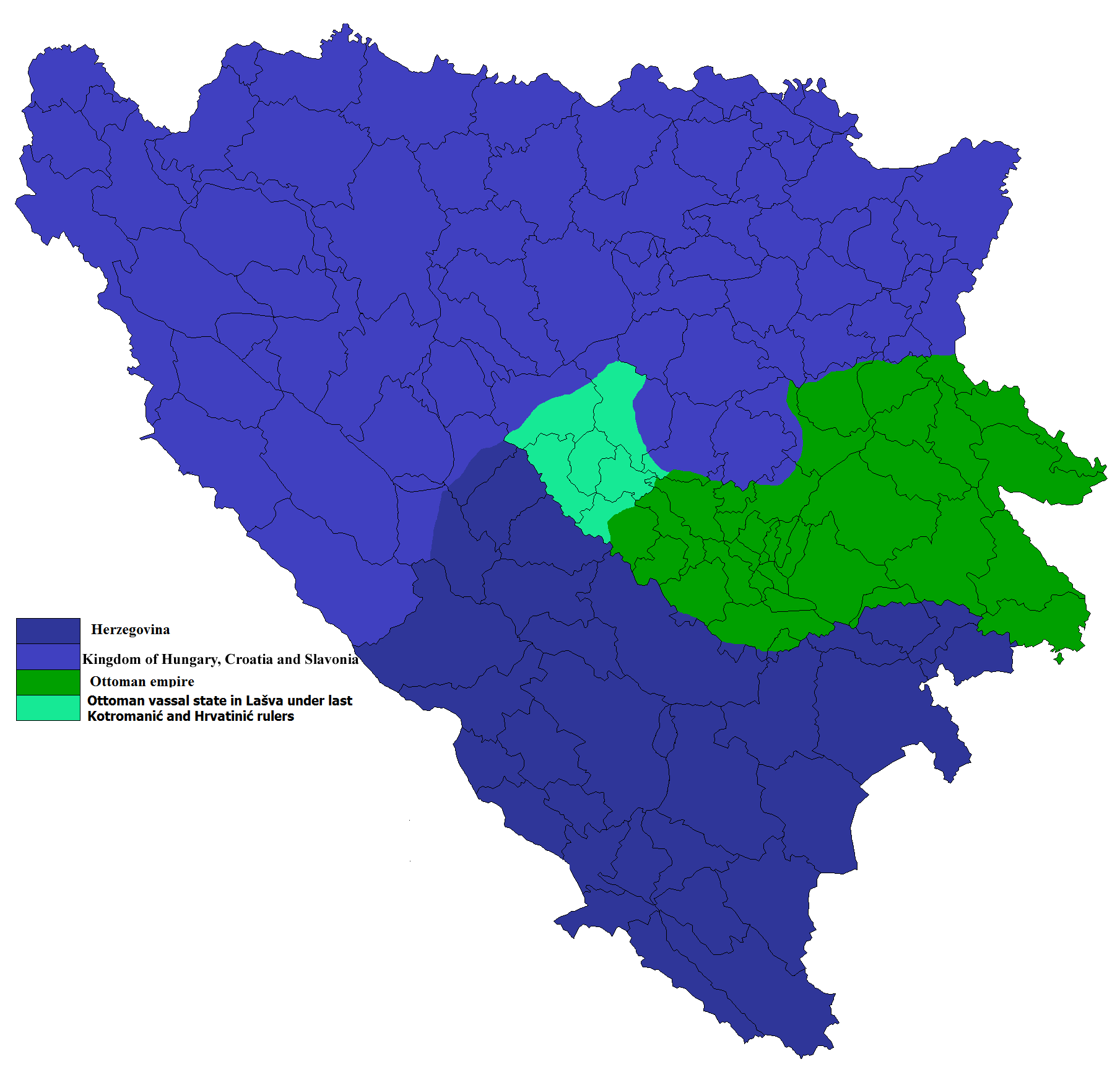
Владения турок в Боснии в 1463 году

Создание «Боснийского королевства» было следствием политики, известной под названием «истималет» — приспособление, которую до XVI века проводила Османская империя в завоёванных ею землях. Так, последний правитель средневековой Боснии Степан Томашевич в 1461 году жаловался папе Римскому: «Турки в моём королевстве воздвигли несколько крепостей и льстят крестьянам… и обещают свободу всякому из них, кто перейдёт на их сторону». Первым правителем новообразованного «королевства» был поставлен Матвей Шабанчич из рода Котроманичей. Последним правителем был Матвей Войсалич из феодального рода Хрватиничей. Матвей вступил в переговоры с венграми, после чего войско султана осадило шесть его городов. Названия этих городов не известны.
Историки по-разному определяют границы «Боснийского королевства». Оно могло располагаться между городами Травник, Врандук и Маглай; либо же включать города Маглай, Добой, Жепче, Тешань. В «королевство» вошли владения дяди последнего боснийского короля — Радивоя Остоича, который по данным 1449 и 1461 годов владел городами Сокол, Врандук, Тешань и Градац (Градачац), несколькими сёлами в долине рек Усоры и Укрины, а также в районе города Сребреника. При этом города Градачац, Тешань и Сокол после 1464 года оказались под властью венгров. Таким образом, «Боснийское королевство» включало в себя города Врандук, Маглай, Добой и Жепче.